# Jen C’
Jen C’ (čínsky 晏紫, pinyin Yan Zi, * 12. listopadu 1984, Čcheng-tu, S’-čchuan, Čína) je současná čínská profesionální tenistka. Ve své dosavadní kariéře vyhrála 1 turnaj WTA ve dvouhře a 17 turnajů ve čtyřhře.

## Finále na Grand Slamu

### Ženská čtyřhra: 2 (2–0)
| Stav    | rok  | turnaj          | povrch | spoluhráčka | soupeřky ve finále                          | výsledek       |
| ------- | ---- | --------------- | ------ | ----------- | ------------------------------------------- | -------------- |
| Vítězka | 2006 | Australian Open | tvrdý  | Čeng Ťie    | Samantha Stosurová Lisa Raymondová          | 2–6, 7–67, 6–3 |
| Vítězka | 2006 | Wimbledon       | tráva  | Čeng Ťie    | Virginia Ruanová Pascualová Paola Suárezová | 6–3, 3–6, 6–2  |

## Finálové účasti na turnajích WTA (28)

### Dvouhra – výhry (1)
| Č. | Datum         | Turnaj          | Povrch | Soupeřka ve finále           | Výsledek        |
| 1. | 2. říjen 2005 | Guangzhou, Čína | tvrdý  | Nuria Llagosteraová Vivesová | 6-4, 4-0, skreč |

### Čtyřhra – výhry (17)
| Legenda                     |
| Grand Slam (2)              |
| WTA Tour Championships (0)  |
| Kategorie Tier I (2)        |
| Kategorie Tier II (2)       |
| Kategorie Tier III (6)      |
| Kategorie Tier IV (2)       |
| Kategorie Tier V (1)        |
| Kategorie Premier (1)       |
| Kategorie International (1) |

| Tituly dle povrchu |
| Tvrdý (9)          |
| Tráva (2)          |
| Antuka (6)         |
| Koberec (0)        |

| Č.  | Datum            | Turnaj                       | Povrch | Partner               | Soupeřky ve finále                      | Výsledek          |
| 1.  | 14. leden 2005   | Hobart, Austrálie            | tvrdý  | Čeng Ťie              | Dinara Safinová Anabel Medinaová        | 6-4, 7-5          |
| 2.  | 12. únor 2005    | Hajdarábád, Indie            | tvrdý  | Čeng Ťie              | Sun Tchien-tchien Tching Liová          | 6-4 6-1           |
| 3.  | 28. leden 2006   | Australian Open, Austrálie   | tvrdý  | Čeng Ťie              | Samantha Stosurová Lisa Raymondová      | 2-6, 7-6(7), 6-3  |
| 4.  | 14. květen 2006  | Berlín, Německo              | antuka | Čeng Ťie              | Flavia Pennettaová Jelena Dementěvová   | 6-2, 6-3          |
| 5.  | 21. květen 2006  | Rabat, Maroko                | antuka | Čeng Ťie              | Bethanie Matteková Ashley Harkleroadová | 6-1, 6-3          |
| 6.  | 24. červen 2006  | 's-Hertogenbosch, Nizozemsko | tráva  | Čeng Ťie              | Maria Kirilenková Ana Ivanovićová       | 3-6, 6-2, 6-2     |
| 7.  | 8. červenec 2006 | Wimbledon, V. Británie       | tráva  | Čeng Ťie              | Paola Suárezová Virginia Ruanová        | 6-3, 3-6, 6-2     |
| 8.  | 26. srpen 2006   | New Haven, USA               | tvrdý  | Čeng Ťie              | Samantha Stosurová Lisa Raymondová      | 6-4, 6-2          |
| 9.  | 15. duben 2007   | Charleston, USA              | antuka | Čeng Ťie              | Sun Tchien-tchien Pcheng Šuaj           | 7-5, 6-0          |
| 10. | 26. květen 2007  | Štrasburk, Francie           | antuka | Čeng Ťie              | Sun Tchien-tchien Alicia Moliková       | 6-3, 6-4          |
| 11. | 30. září 2007    | Guangzhou, Čína              | tvrdý  | Pcheng Šuaj           | Sun Tchien-tchien Vania Kingová         | 6-3, 6-4          |
| 12. | 6. říjen 2007    | Tokio, Japonsko              | tvrdý  | T.-tchien Sunová      | Čuang Ťia-žung Vania Kingová            | 1-6 6-2 10-6      |
| 13. | 14. říjen 2007   | Bangkok, Thajsko             | tvrdý  | T.-tchien Sunová      | Ajumi Moritová Džunri Namigatová        | bez boje          |
| 14. | 11. leden 2008   | Sydney, Austrálie            | tvrdý  | Čeng Ťie              | Tatiana Perebijnisová Tatiana Pučeková  | 6-4, 7-6(5)       |
| 15. | 24. květen 2008  | Štrasburk, Francie           | antuka | T. Perebijnisová      | Čan Jung-žan Čuang Ťia-žung             | 6-4, 6-7(3), 10-6 |
| 16. | 9. srpen 2009    | Los Angeles, USA             | tvrdý  | Čuang Ťia-žung        | Maria Kirilenková Agnieszka Radwańska   | 6-0, 4-6, 10-7    |
| 17. | 11. duben 2010   | Ponte Vedra Beach, USA       | antuka | B. Matteková-Sandsová | Čuang Ťia-žung Pcheng Šuaj              | 4-6, 6-4, 10-8    |

### Čtyřhra – prohry (10)
| Legenda                     |
| Grand Slam (0)              |
| WTA Tour Championships (0)  |
| Kategorie Tier I (1)        |
| Kategorie Tier II (2)       |
| Kategorie Tier III (4)      |
| Kategorie Tier IV (2)       |
| Kategorie Premier (1)       |
| Kategorie International (0) |

| Finále dle povrchu |
| Tvrdý (8)          |
| Tráva (0)          |
| Antuka (2)         |
| Koberec (0)        |

| Č.  | Datum           | Turnaj                | Povrch | Partnerka         | Vítězky                                             | Výsledek         |
| 1.  | 14. červen 2003 | Vídeň, Rakousko       | antuka | Čeng Ťie          | Tching Liová Sun Tchien-tchien                      | 6-3, 6-4         |
| 2.  | 18. září 2005   | Bali, Indonésie       | tvrdý  | Čeng Ťie          | M. Shaughnessyová Anna-Lena Grönefeldová            | 6-3, 6-3         |
| 3.  | 25. září 2005   | Peking, Čína          | tvrdý  | Čeng Ťie          | Maria Ventová-Kabchiová Nuria L. Vivesová           | 6-2, 6-4         |
| 4.  | 12. únor 2006   | Pattaya, Thajsko      | tvrdý  | Čeng Ťie          | Sun Tchien-tchien Tching Liová                      | 3-6, 6-1, 7-6(5) |
| 5.  | 13. srpen 2006  | Stockholm, Švédsko    | tvrdý  | Čeng Ťie          | Jarmila Gajdošová Eva Birnerová                     | 0-6, 6-4, 6-2    |
| 6.  | 5. leden 2008   | Gold Coast, Austrálie | tvrdý  | Čeng Ťie          | Dinara Safinová Ágnes Szávayová                     | 6-1, 6-2         |
| 7.  | 1. březen 2008  | Dubaj, SAE            | tvrdý  | Čeng Ťie          | Cara Blacková Liezel Huberová                       | 7-5, 6-2         |
| 8.  | 23. březen 2008 | Indian Wells, USA     | tvrdý  | Čeng Ťie          | Dinara Safinová Jelena Vesninová                    | 6-1, 1-6, 10-8   |
| 9.  | 21. září 2008   | Guangzhou, Čína       | tvrdý  | Sun Tchien-tchien | Maria Korytcevová Tatiana Pučeková                  | 6-3, 4-6, 10-8   |
| 10. | 23. květen 2009 | Varšava, Polsko       | antuka | Čeng Ťie          | Raquel Kopsová-Jonesová Bethanie Matteková-Sandsová | 6-1, 6-1         |

## Fed Cup
C’ Jenová se zúčastnila 7 zápasů ve Fed Cupu za tým Číny s bilancí 1-4 ve dvouhře a 3-2 ve čtyřhře.

## Postavení na žebříčku WTA na konci sezóny

### Dvouhra
| Rok    | 2000 | 2001   | 2002   | 2003   | 2004   | 2005   | 2006   | 2007  | 2008   | 2009   |
| Pořadí | 642. | ▲ 468. | ▲ 299. | ▲ 179. | ▼ 248. | ▲ 103. | ▼ 166. | ▲ 60. | ▲ 128. | ▼ 312. |

### Čtyřhra
| Rok    | 2001 | 2002   | 2003  | 2004  | 2005  | 2006 | 2007  | 2008  | 2009  |
| Pořadí | 277. | ▲ 138. | ▲ 74. | ▲ 39. | ▲ 31. | ▲ 4. | ▼ 15. | ▲ 13. | ▼ 23. |